# باشا د. ليتشنيكوف
باشا د. ليتشنيكوف هو ممثل روسي - أمريكي تدرب في المعهد الروسي للفنون المسرحية، ويعيش ويعمل حالياً في الولايات المتحدة.

## وصلات خارجية
- باشا د. ليتشنيكوف على موقع IMDb (الإنجليزية)
- باشا د. ليتشنيكوف على موقع قاعدة بيانات الفيلم (الإنجليزية)